# Argentinaväxtmejare
Argentinaväxtmejare (Phytotoma rutila) är en fågel i familjen kotingor inom ordningen tättingar.

## Utbredning och systematik
Argentinaväxtmejare delas in i två underarter med följande utbredning:
- P. r. angustirostris – högländer i västra Bolivia och nordvästra Argentina
- P. r. rutila – Gran Chaco i västra Paraguay, västra Uruguay, norra Argentina och längst ner i södra Brasilien

## Status och hot
Arten har ett stort utbredningsområde, men tros minska i antal, dock inte tillräckligt kraftigt för att den ska betraktas som hotad. Internationella naturvårdsunionen IUCN listar arten som livskraftig (LC).